# Heirloom mailx
Heirloom mailx (anteriormente nail) es un cliente de correo (también conocido como MUA) liviano para la consola, hecho para ser un reemplazo del antiguo mailx.

## Características
Es totalmente compatible con mailx, pero tiene un montón de nuevas características, que sabrán apreciar quienes lo usan en el día a día.
Heirloom mailx tiene soporte para POP3, IMAP, y SMTP tal cual viene configurado al instalarlo, por lo tanto usted no necesita programas externos como Fetchmail o Postfix. Asimismo posee un filtro anti-spam integrado Bayesian, por lo tanto no necesita de programas como SpamAssassin.